# Homme au bain
Homme au bain è un film del 2010 diretto da Christophe Honoré.
Il lungometraggio è stato ufficialmente presentato nel mese di agosto, in concorso, al Festival del film Locarno del 2010. Successivamente nello stesso anno ha partecipato al Hamburg Film Festival, il 2 ottobre; al Mix Brasil, l'11 novembre; e al Torino Film Festival il 1º dicembre.
Il titolo della pellicola trae origine da Uomo al bagno, l'opera pittorica di Gustave Caillebotte del 1884, oggi conservata alla National Gallery di Londra.

## Trama
Emmanuel è un truffatore gay che vive con il suo amante, il regista Omar fuori Parigi. Dopo una lite tra i due, Emmanuel rimane senza cuore per difendersi, mentre Omar si dirige a Manhattan. Il film segue separatamente i due uomini, scoprendo come il loro dolore spezzato lascia il posto a nuove prospettive e accettazione dolorosa.